# Johann Samuel Endler
Johann Samuel Endler   (Olbernhau, 5 d'agost de 1694 (Julià) - Darmstadt, 23 d'abril de 1762) fou un compositor i director d'orquestra alemany a Darmstadt.

## Biografia
El seu pare, també Johann Samuel Endler, era organista i mestre d'escola a la "Saigerhütte electoral", la seva mare, Anna Dorothea May, també provenia d'una família de músics. El 1716 Endler es va matricular a la Universitat de Leipzig. El primer testimoni de l'aparició d'Endler com a músic data del 1720. El dia de l'ascensió i el diumenge de Pasqua va dirigir música de l'església a la nova església de Leipzig. El 1721 va ingressar al "II Ordinaire Collegium musicum", fundat per Johann Friedrich Fasch, abans que probablement prengués el suggeriment de Christoph Graupner el 1723, que el va sol·licitar pel "Thomaskantorat" a Leipzig el 1722, va ser empleat a Darmstadt com a alto i violinista a la capella de la cort del Landgrave Ernst Ludwig. Quan es va casar amb Johannetta Eleonora, nascuda Nieß, el 31 de gener de 1732, va aparèixer al registre de l'església com a secretari de cambra i músic de cambra. El matrimoni va donar a llum dues filles. Entre el 1735 i el 1740 fou nomenat mestre de concerts. El 1744 va ser ascendit a subdirector. Quan Graupner va morir el 1760, Endler va acabar sent el seu successor i es va convertir en líder de banda. Tot i això, no va poder ocupar aquest càrrec durant molt de temps, ja que ell mateix va morir el 23 d'abril de 1762, només dos anys després. A més de la seva obra a la capella de la cort de Darmstadt, va tenir alumnes com per exemple Johann Georg Christoph Schetky i també va ensenyar a les netes del Landgrafen Ernst Ludwig i va copiar nombroses composicions contemporànies, com ara, Georg Philipp Telemann, Carl Heinrich Graun i Fasch, per a l'ús de la capella de la cort.

## Treballs (probables)
L'activitat compositiva d'Endler s'estengué principalment al camp de la música instrumental, majoritàriament de metall, timbales i orquestra. A més de 30 simfonies conservades, hi ha set obertures basades en les quatre suites orquestrals de Johann Sebastian Bach.
El 1713, Endler va escriure una cantata del Divendres Sant: "Jesús mor! Oh, vaig a viure" i el 1729 dues cantates més, per al vuitè diumenge després de "Trinitatis". Perquè s'havia complert el temps i per a la 3a festa de Nadal Els vostres estimats no creieu a tothom  (textos: JC Lichtenberg), així com dues cantates seculars. "The Night Watchman" (1746) i "The Rarity Man" (1747, text: Johann August Buchner). També hi ha una partita per a clavicèmbal, cinc cànons (sense especificar instruments) i dues peces per a orquestra. Totes les obres es poden trobar com a manuscrits a la Biblioteca i a la Universitat de Darmstadt.